# Colombé-le-Sec
Colombé-le-Sec è un comune francese di 138 abitanti situato nel dipartimento dell'Aube nella regione del Grand Est.

## Società

### Evoluzione demografica
Abitanti censiti